# Benk Korthals
Albert Hendrik (Benk) Korthals (Voorschoten, 5 oktober 1944) is een Nederlands voormalig politicus en advocaat.
Van 1982 tot 1998 was hij Tweede Kamerlid voor de VVD waarbij hij in 1983/1984 lid was van de commissie die de Parlementaire enquête naar de RSV-werf uitvoerde. Tevens zat hij namens de VVD in het kabinet-Kok II als minister van Justitie en in het kabinet-Balkenende I als minister van Defensie.

## Persoonlijk
Benk Korthals is de zoon van oud-minister Henk Korthals (1911-1976) en Marie Cécile Hamming (1914-1997) uit welk huwelijk twee dochters en twee zonen werden geboren. Hij trouwde in 1977 met Alexandra Elizabeth Stemerding (1947) die van 1998 tot 2002 lid van de gemeenteraad van Rotterdam was. Uit dit huwelijk werden drie kinderen geboren.

## Biografie
Na het behalen van het diploma Gymnasium-B aan het Stedelijk Gymnasium Leiden vervulde Korthals zijn militaire dienstplicht als marine-officier bij de Koninklijke Marine. Daarna studeerde hij Nederlands recht aan de Rijksuniversiteit Leiden waar hij in 1973 zijn doctoraalexamen (meester in de rechten) behaalde. Van 1974 tot 1998 was Korthals als advocaat en procureur gevestigd in Rotterdam.
In 1982 werd Korthals namens de VVD in de Tweede Kamer verkozen. Gedurende zestien jaar bleef hij Kamerlid. Op 3 augustus 1998 werd hij benoemd tot minister van Justitie in het kabinet-Kok II. Na de verkiezingen van 2002 keerde hij eerst terug in de Tweede Kamer, maar werd vervolgens minister van Defensie in het kabinet-Balkenende I. 
Korthals trad af als minister van Defensie op de dag dat het rapport van de enquêtecommissie bouwfraude verscheen - 12 december 2002. Korthals had te kennen gegeven dat hij op zou stappen mocht de commissie harde conclusies over hem vellen, hij wilde niet 'mank' als minister functioneren terwijl er een grote reorganisatie van Defensie op komst was. De commissie verweet Korthals dat hij als minister van Justitie de Tweede Kamer onjuist had geïnformeerd. Korthals had de Kamer rond de bouwfraude verzekerd dat hij niet op de hoogte was van een schikking rond de Schipholtunnel - de Schipholtunnel was een van de onderwerpen in de bouwfraudezaak. Uit de openbare verhoren bleek dat de minister wel op de hoogte was, zelfs al vanaf juli 2001. Het onjuist informeren van de Tweede Kamer is een van de zwaarste politieke oordelen die kan worden geveld. Naast de Schipholtunnelaffaire lag de minister ook onder vuur in de discussie over de beveiliging van Pim Fortuyn. Voor Korthals was dit reden om op te stappen.
Van 20 mei 2011 tot 14 juni 2014 was Korthals partijvoorzitter van de VVD.

## Onderscheidingen
- Ridder in de Orde van de Nederlandse Leeuw (28 april 1995)
- Officier in de Orde van Oranje-Nassau (3 juli 2003)

- Parlement.com: vg09llnex2ja